# Палаты в усадьбе Мараевых
Палаты в усадьбе Мараевых — историческое здание в Москве, построенное в конце XVII — начале XVIII века. Объект культурного наследия федерального значения. Расположены на Старой Басманной улице, дом 18, строение 2.

## История
Палаты выстроены во время интенсивной застройки Басманной слободы, в конце XVII — начале XVIII века. С середины XVIII века дом был во владении различных купцов. В 1867 году владение перешло к серпуховскому купцу М. В. Мараеву, выстроившему рядом трёхэтажный особняк (строение 1). Мараевым дома принадлежали до Октябрьской революции. В начале XXI века палаты не используются, ожидаются работы по сохранению и приспособлению для современного использования.

## Архитектура
Форма двухэтажного здания характерна для древнерусских палат: компактный прямоугольный, почти квадратный, объём, крестовые и коробовые перекрытия помещений в обоих этажах. Своды имеют высокую пяту. Парадным этажом был второй, на него вела внешняя лестница со двора. Первый этаж имел служебную функцию. Отделка фасада в стиле эклектики относится к XIX веку. На фасаде при этом были добавлены ложные окна, напротив которых поперечные стены: здание имеет палатную планировку, на главный фасад выходят три помещения с тремя, двумя и одним окном (последняя — проходная палата или сени). От первоначальной отделки сохранились белокаменный карниз, межэтажная профилированная тяга и широкие лопатки по углам здания.